# Meineckia madagascariensis
Meineckia madagascariensis är en emblikaväxtart som först beskrevs av Jacques Désiré Leandri och Jean-Henri Humbert, och fick sitt nu gällande namn av Grady Linder Webster. Meineckia madagascariensis ingår i släktet Meineckia och familjen emblikaväxter. Inga underarter finns listade i Catalogue of Life.